# PowerPC 604
PowerPC 604 – mikroprocesor klasy RISC zgodny architekturą mikroprocesorów PowerPC. Jest to pierwszy wyprodukowany mikroprocesor zgodny w pełni z założeniami tej architektury.

## Zastosowanie

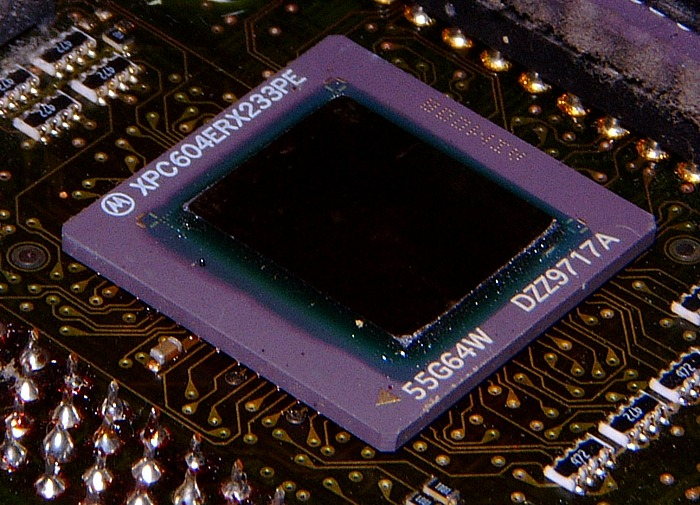
Motorola PowerPC 604e 233 MHz na karcie procesorowej komputera Amiga 4000

Procesory tej serii były instalowane między innymi w systemach komputerowych firm:
- Apple
  - Power Macintosh 7300
  - Power Macintosh 8500
  - Power Macintosh 8600
  - Power Macintosh 9600
  - Workgroup Servers 7350, 9650
  - Network Server 700/200
- IBM
  - 7043-150 workstation
  - 7024-E20/E30 workstations
  - 7025-F30/F40/F50 servers
  - 7026-H50 server
  - 7046-B50 server
- dodatkowych kartach procesorowych dla komputerów Amiga

## Charakterystyka

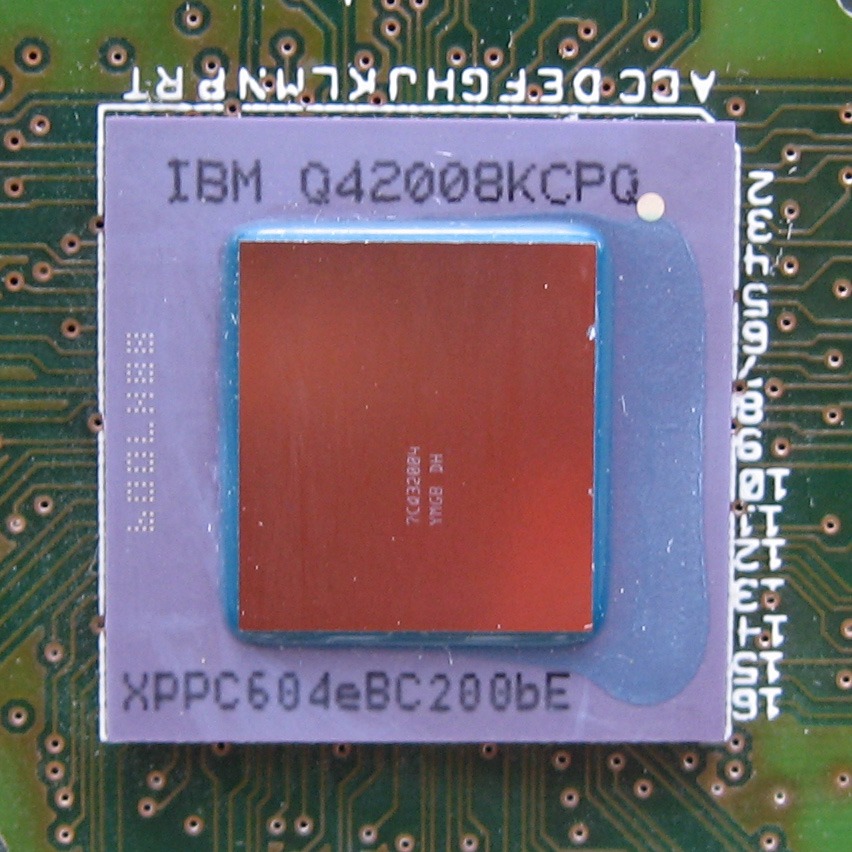
IBM PowerPC 604e 200 MHz na karcie procesorowej komputera Apple Network Server 700

### PowerPC 604
- data wprowadzenia na rynek: kwiecień 1994
- technologia produkcji: 0,50 µm.
- liczba tranzystorów: 3,6 miliona
- powierzchnia układu: 196 mm²
- częstotliwość zegara: 100 lub 180 MHz
- szyna danych: adresowa – 32 bit, danych – 64 bit
- częstotliwość taktowania magistrali: 33, 40 lub 50 MHz
- napięcie zasilania: 3,3 V
- rozmiar pamięci cache: 32 KB
- pobór mocy: 14-17 W przy 133 MHz
- wydajność:
  - 100 MHz: SPECint92: 160 / SPECfp92: 165

### PowerPC 604e
- data wprowadzenia na rynek: 1996
- technologia produkcji: 0,35 µm.
- liczba tranzystorów: 5,1 milionów
- powierzchnia układu: 148 lub 96 mm²
- częstotliwość zegara: od 166 do 233 MHz
- szyna danych: adresowa – 32 bit, danych – 64 bit
- częstotliwość taktowania magistrali: 33, 40 lub 50 MHz
- napięcie zasilania: 2,5 V
- rozmiar pamięci cache: 64 KB
- pobór mocy: 16-18 W przy 233 MHz

### PowerPC 604ev
- nazwa kodowa: Mach5
- data wprowadzenia na rynek: czerwiec 1997
- technologia produkcji: 0,25 µm.
- liczba tranzystorów: 5,1 milionów
- powierzchnia układu: 47 mm²
- częstotliwość zegara: od 250 do 350 MHz
- szyna danych: adresowa – 32 bit, danych – 64 bit
- częstotliwość taktowania magistrali: 50 MHz
- napięcie zasilania: 1,8 V
- rozmiar pamięci cache: 64 KB
- pobór mocy: 6 W przy 250 MHz
- wydajność:
  - 350 MHz: SPECint95: 14,6 / SPECfp95: 9
- wyprodukowany w niewielkich ilościach, ze względu na wprowadzenie do sprzedaży modeli serii PowerPC G3